# Holzheim (powiat Donau-Ries)
Holzheim – miejscowość i gmina w Niemczech, w kraju związkowym Bawaria, w rejencji Szwabia, w regionie Augsburg, w powiecie Donau-Ries, wchodzi w skład wspólnoty administracyjnej Rain. Leży około 18 km na południowy wschód od Donauwörth.
1 lipca 2014 do gminy przyłączono 0,66 km² pochodzącego z rozwiązanego obszaru wolnego administracyjnie Brand.

## Dzielnice
W skład gminy wchodzą następujące dzielnice:
Bergendorf, Holzheim, Pessenburgheim, Riedheim, Stadel.

## Demografia
| Rok  | Liczba mieszk. |
| 1970 | 1 012          |
| 1987 | 1 006          |
| 2000 | 1 145          |

## Polityka
Wójtem gminy jest Robert Ruttmann z FWG, rada gminy składa się z 12 osób.
|      | CSU/BB | FWG | JPW | CSU/FWG | Razem |
| 2008 | -      | -   | 5   | 7       | 12    |
| 2002 | 5      | 5   | 2   | -       | 12    |

## Oświata
W gminie znajduje się przedszkole oraz szkoła podstawowa z częścią Hauptschule (6 nauczycieli i 120 uczniów).